# Franjo Kluz
Franjo Kluz (Jošik, 18. rujna 1913. – 14. rujna 1944.), partizanski pilot, časnik Narodnooslobodilačke vojske Jugoslavije i jedan od osnivača zrakoplovstva NOVJ.

## Životopis
Rođen je 18. rujna 1913. godine, u Jošiku kod Bosanske Dubice, Bosna i Hercegovina. Poslije završetka škole u Bosanskoj Dubici i kraćeg pisarskog staža u odvjetničkom uredu, Kluz je stupio u vojno zrakoplovstvo, gdje završava mehaničarsku, a 1939. godine i pilotsku dočasničku školu. Početak rata na prostoru Kraljevine Jugoslavije u travnju 1941. zatekao ga je kao pilota izviđačke eskadrile u Rajlovcu.
Poslije kapitulacije Jugoslavije, stupio je u Zrakoplovstvo NDH, ali se ubrzo povezuje s narodnooslobodilačkim pokretom u Banjoj Luci; pokretu je davao pomoć u novcu, oružju i drugom materijalu, čekajući priliku za prelet zrakoplovom na oslobođeni teritorij. Poslije opsežnih priprema, kojima su rukovodili banjalučka partijska organizacija i Operativni štab za Bosansku krajinu, Kluz je, 23. svibnja 1942. godine, zrakoplovom "Potez 25" sletio na stazu Urije kod Prijedora. Istog dana, preletio je i Rudi Čajavec zajedno s mehaničarem/strijelcem Mišom Jazbecom s uzletišta u Banjaluci. To je bio početak stvaranja partizanskog zrakoplovstva, i jedan od prvih primjera u svijetu da pokret otpora u okupiranoj zemlji raspolaže vlastitim zrakoplovstvom.
S ranije pripremljenog uzletišta kod sela Međuvođe, Kluz je, s mehaničarom strijelcem Ivicom Mitračićem, izvršio dva borbena leta. Četvrtog lipnja 1942. godine bombama i vatrom iz strojnica napali su, kod Međeđe, ustašku crnu legiju, a 7. lipnja bombardirali su Bosanski Novi i Dvor i bacali letke nad Dubicom i Kostajnicom. Zbog neprijateljske ofenzive na Kozaru, Kluz i Mitračić prebacili su se 14. lipnja na novo uzletište kod Lušci Palanke. Šestog srpnja 1942. godine, jedan njemački lovac otkrio je i zapalio "Potez 25", što je onemogućilo dalju akciju prvih partizanskih zrakoplovaca, koji su, u uvjetima neprijateljske nadmoći u zraku, uspjeli održati se punih 45 dana, što je imalo znatan moralni i politički učinak. Ostavši bez zrakoplova, Kluz je ušao u sastav Operativnog štaba za Bosansku krajinu, gdje je ostao sve do studenog 1943. godine, kada se priključio Prvoj zrakoplovnoj bazi u Livnu. Zajedno s ostalim zrakoplovcima koji su se tu okupili na poziv Vrhovnog štaba. prešao je u Italiju, pa u sjevernu Afriku, gdje je ušao u sastav 1. eskadrile NOVJ, koju su, posle intenzivne obuke, saveznici naoružali lovcima "spitfire". U činu kapetana Kluz je u ovoj eskadrili, pored pilotske dužnosti, obavljao i funkciju političkog komesara.
Kao prvom partizanskom pilotu i iskusnom letaču, Kluzu je bilo povjereno da, kao pratitelj zapovjednika eskadrile bojnika Protića, izvrši prvi borbeni zadatak ove eskadrile, 18. kolovoza 1944. godine. Od tada iz zračne luke u Cani u Italiji, a kasnije iz baze na oslobođenom otoku Visu, Kluz je izvršio više borbenih letova, napadajući njemačke snage u Dalmaciji i dijelovima Bosne i Hercegovine te osiguravajući lovačku zaštitu partizanskim i savezničkim zrakoplovima.
Poginuo je 14. rujna 1944. godine, kada ga je kao vođu četvorke "spitfirea", oborila njemačka protuzračna obrana, prilikom napada luke u Omišu.
Narodnim herojem proglašen je 18. svibnja 1948. godine.